# Traceerbaarheid
Traceerbaarheid is de mogelijkheid waarbij men de productbatch en de geschiedenis er van kan achterhalen door inzicht te krijgen in de hele of gedeeltelijke productieketen van grondstoffen verkregen via transport, opslag, processen, distributie tot verkoop (ketentraceerbaarheid) of intern in een van deze stappen van de keten, bijvoorbeeld het productieproces (interne traceerbaarheid).
De meeste artikelen die te vinden zijn over traceerbaarheid gaan over de voedingsmiddelenindustrie. In de Europese Unie speelt Europese regelgeving en de verschillende problemen van de laatste decennia (zoals salmonella, E. coli, en BSE), een belangrijke rol. In de defensie-, lucht- en ruimtevaart- en auto-industrie zijn op het gebied van traceerbaarheid ook al grote stappen gemaakt.

## Producttraceerbaarheid
Het wordt steeds belangrijker om de traceerbaarheid van producten en componenten tijdens en na de productiecyclus te verbeteren. Het is een van de belangrijkste overwegingen in het verbeteren van supply chain-efficiëntie. Het goed kunnen traceren van producten in de supply chain verhoogt betrouwbaarheid en serviceniveau en helpt het reduceren van garantiekosten.
Het goed kunnen traceren van producten is belangrijk wanneer men producten terug naar de fabrikant wil halen, omdat er iets mis mee zou zijn. Behalve dat het een ethische kwestie is, de fabrikant moet immers zorgen voor de veiligheid, is traceerbaarheid ook een economische overweging. De totale kosten bij een terugroepactie zonder traceerbaarheid zijn vele malen hoger dan wanneer er wel traceerbaarheid is:
Kosten zonder traceerbaarheid = (Alle producten x kosten per eenheid) + kosten terugroepactie
Kosten met 100% traceerbaarheid = (Defecte producten x kosten per eenheid) + infrastructuur traceerbaarheid + kosten terugroepactie
Bij een terugroepactie kunnen bij volledige traceerbaarheid de producten in de betreffende batch eenvoudig worden geïsoleerd. Eerst worden de eigen voorraad en de producten die bij de dealer staan “uit de schappen” gehaald. Daarna moeten de eindgebruikers op de hoogte worden gesteld. Een defect product kan het gevolg zijn van ontwerpfouten of van fouten in het productieproces. Bij ontwerpfouten moet het hele product teruggeroepen worden, maar fouten in het productieproces kunnen een kleine batch aangaan of zelfs een enkel product. De economische haalbaarheid en het optimaliseren van de mate van traceerbaarheid van producten hangt vervolgens van acht factoren af.
1. Hoe hoger de kosten per eenheid, hoe hoger de noodzaak van traceerbaarheid. Dit wordt mede bevestigd door de kostenformules op de vorige pagina.
2. Bij een langere levensduur van het product zullen meer producten teruggeroepen moeten worden en zal data langer in een systeem, dit kan digitaal of in een map, bewaard moeten blijven.
3. Als er regelmatig aanpassingen zijn in het ontwerp van het product of het productieproces, is het van groot belang verschillende batches te kunnen scheiden.
4. Bij aanpassingen van het product buiten de fabriek is traceerbaarheid door de verschillende distributiekanalen en tot de gebruiker van belang.
5. Hoe complexer het product, hoe groter de noodzaak tot traceerbaarheid.
6. De veronderstelde waarschijnlijkheid van een terugroepactie bepaalt ook de mate van traceerbaarheid.
7. Als hetzelfde product, onderdeel of ruw materiaal van meerdere leveranciers of productielocaties afkomstig kan zijn is het belangrijk om te weten waar het betreffende product, onderdeel of ruw materiaal vandaan komt.
8. Naarmate het product gevoeliger is voor illegale activiteiten (diefstal, namaak) neemt de behoefte aan traceerbaarheid toe.

De gedetailleerdheid van de data kan onderdelendata, serienummers, typenummers, merknamen en klasse omvatten alsmede ontwerpveranderingen, de leveranciers van ruw materiaal en onderdelen, testen en resultaten, kleuren en materialen. Serienummers worden gebruikt bij het markeren van duurdere artikelen, terwijl goedkopere artikelen meestal slechts van een datum worden voorzien. Traceerbaarheid draagt zowel bij aan het minimaliseren van het aantal producten bij een terugroepactie, als het voorkomen van een onnodige terugroepactie door data tijdens de productie bij te houden.
Het kunnen traceren en volgen van producten tijdens de totale levensduur is noodzakelijk voor veel strategische informatie, zoals marktgrootte voor onderdelenverkopen en productlevensduur, en geeft een fabrikant vele voordelen. Zo kan er onder andere betere service gegeven worden, kan er informatie over het product verzameld worden en kan makkelijk contact met de klant gehouden worden, waardoor deze tevreden is en eerder trouw zal blijven. Niet alleen de fabrikant zelf, maar ook transporteurs en dealers ondervinden voordelen van producttraceerbaarheid.
Voor het slagen van een producttraceerbaarheidssysteem moeten alle bedrijven, zowel stroomopwaarts als stroomafwaarts, gezamenlijk producttraceerbaarheid uitoefenen. Een andere eis voor het slagen van een producttraceerbaarheidssysteem is het ontwikkelen, dan wel gebruiken van een standaard voor productidentificatiecodes volgens een standaard.

## Richtlijnen en wetten
Fabrikanten zijn in enkele sectoren (voedsel, luchtvaart en diverse leveranciers van het Amerikaanse leger) al verplicht tot producttraceerbaarheid en het zal wellicht niet lang duren tot dit in vele sectoren door klanten of overheid verplicht wordt gesteld. De gezondheidssector is bijvoorbeeld al onderworpen aan verplichtingen inzake traceerbaarheid, maar ook de scheikundige nijverheid en de sector van de uitrustingsgoederen bereiden zich hierop voor. De producent van een product moet, volgens EU-richtlijnen, de juiste corrigerende actie kunnen ondernemen om risico’s welke met het product verbonden zijn te vermijden.
In de Belgische wet betreffende de veiligheid van producten en diensten staat vermeld dat "producenten verplicht zijn maatregelen te nemen die zijn afgestemd op de kenmerken van de door hen geleverde producten en diensten om op de hoogte te kunnen blijven van de risico's van deze producten en diensten en de passende acties te kunnen ondernemen om deze risico's te voorkomen, waaronder het uit de handel nemen, het aangepast en doeltreffend waarschuwen van de gebruikers en het terugroepen."
Andere Europese richtlijnen die de bescherming van de volksgezondheid en van het milieu op het oog hebben betekenen concreet productverantwoordelijkheid en aanvaardingsplicht voor producten die men op de Europese markt brengt. Fabrikanten en invoerders zijn verantwoordelijk voor de terugname van afgedankte apparaten en hulpmiddelen aan het eind van hun gebruikscyclus en moeten toezien op de recyclage ervan.

## Typen traceerbaarheid
Er worden verschillende typen van traceerbaarheid onderscheiden welke naast elkaar gebruikt kunnen worden:
- Tracking: het volgen van een object door de supply chain en registreren van data die wordt beschouwd als relevant;
- Voorwaartse traceerbaarheid: van een artikel wordt bijgehouden waar het gebruikt wordt. Eén artikel wordt vaak in meerdere producten gebruikt;
- Achterwaartse traceerbaarheid: van een artikel wordt bijgehouden welke componenten hierin zijn gebruikt;
- Actieve traceerbaarheid in plaats van passieve traceerbaarheid: bij actieve traceerbaarheid wordt een computersysteem dat een object volgt gebruikt ter aansturing, optimalisering en controle van processen in de supply chain. Actieve traceerbaarheid draagt daarmee nog eens extra bij aan het verlagen van faalkosten en verhogen van de productie-efficiëntie.

Steeds worden bij in- en uitslagmomenten de aan het product gehechte identificatoren, streepjescodes of RFID-labels, gescand, waarna de software zorgt voor de controle op de juistheid van de activiteit en het actualiseren van de gegevens in het ketenproces.
Een voordeel van onderdeeltraceerbaarheid, dat een steeds grotere rol speelt, is een betere bekwaamheid om op een goede manier reparatie- en onderhoudskits te gebruiken. Als bij een reparatie- of onderhoudsbeurt uit een kit niet alle onderdelen gebruikt worden, worden de niet gebruikte onderdelen geretourneerd. Dit betekent weer extra kosten voor de fabrikant. Traceerbaarheid zorgt ervoor dat fabrikanten kunnen nagaan welke onderdelen wel of niet gebruikt worden en zo aanpassingen maken in kits om kosten te verlagen. Een computersysteem voor traceerbaarheid combineert productieplanning, materiaalmanagement, prestatiecontrole en kwaliteitsmanagement. Voor dit digitaal vastleggen van traceerbaarheid kunnen vier niveaus worden onderscheiden:
- Minimaal: Het systeem houdt productstamboominformatie bij, het systeem identificeert welk specifiek onderdeel, of component, in welk specifiek product wordt gebruikt. Dit omvat zowel voorwaartse als achterwaartse traceerbaarheid.
- Niveau twee: er wordt procesgerelateerde informatie bijgehouden. Welk specifiek onderdeel, of component, is wanneer, waar en door wie op welk product gebruikt. Vanaf dit niveau spreekt men van actieve traceerbaarheid.
- Niveau drie: het geplande en uitgevoerde productieproces wordt met elkaar vergeleken om zo proactief non-conformiteiten tijdens het proces, en voor verzending naar de klant, te achterhalen en de kosten van een terugroepactie te elimineren. In dit geval is een correcte producttraceerbaarheid nog steeds noodzakelijk.
- Hoogste niveau: de verificatiefunctionaliteit van het systeem voorkomt fouten voor en tijdens de productie. Werknemers worden in real-time interactief geholpen bij hun taken. Het systeem laat een specifieke werknemer weten welk onderdeel waar geassembleerd of bewerkt dient te worden. Voordat het onderdeel, of component, bewerkt dan wel geassembleerd wordt controleert het systeem of de werknemer het juiste heeft. In dit niveau is feitelijk geen sprake meer van noodzaak tot traceerbaarheid, maar van absolute controle. Hier is het principe dat hoe beheerster de processen zijn, des te minder traceerbaarheid noodzakelijk is.

Ook kan er verschil zijn in de wens van het actueel zijn van de informatie. Het ene product moet continu geüpdatet worden, het andere een keer per dag en een derde product alleen bij het afsluiten van een bepaalde stap. Sommige producten dienen traceerbaar te zijn per batch, andere weer per artikel, dit heet dan serialiseren.

## Trends in producttraceerbaarheid
Trends in producttraceerbaarheid hangen samen met de veranderingen in sociale behoeften, efficiëntieverbetering en gebruikte technologieën. Producten worden ingewikkelder, gaan langer mee en worden sneller aangepast.
De sociale behoefte drukt zich met name uit in de eis voor veilige producten. Om het eigen merk te beschermen tegen namaakproducten heeft producttraceerbaarheid ook een flinke vlucht genomen in allerlei industrieën.
Efficiëntieverbetering en kostenreductie op controles en voorraadbeheersing kunnen ook door een verbeterde traceerbaarheid bewerkstelligd worden.
Tegenwoordig wordt aan toeleverende bedrijven gevraagd scanbare coderingen op hun producten aan te brengen ten behoeve van geautomatiseerde procedures. Het is gebleken dat handmatige data-invoer zowel foutgevoelig, tijdrovend als kostbaar is. Werken met een geautomatiseerd systeem is altijd efficiënter en uiteindelijk ook goedkoper, ondanks de hoge investeringen. 
De vooruitgang in technologieën heeft de laatste jaren een vogelvlucht genomen. Waar vroeger eendimensionale barcodes werden gebruikt op labels worden nu RFID-chips (Radio Frequentie Identificatie) en tweedimensionale symbolen op het product geplaatst.